# المراكز المتعاونة مع منظمة الصحة العالمية في مجال الصحة المهنية
تؤلف المراكز المتعاونة مع منظمة الصحة العالمية في مجال الصحة المهنية شبكة من المؤسسات تعمل برئاسة منظمة الصحة العالمية في سبيل تعزيز توافر الصحة المهنية في كل من البلدان المتقدمة والغير متقدمة. ضمت الجهود 64 مركزا متعاونا تمت تسميتها من قبل المدير العام لمنظمة الصحة العالمية. تجتمع المراكز في الشبكة كل ثلاث سنوات لتطوير خطط العمل حول تحسين الصحة المهنية في المناطق الرئيسية. هذا وتضم خطة عمل 2009-2012 حوالي 220 مشروعا، تلخص خمسة أهداف وأربع عشرة أولوية مصنفة من قبل خطة العمل العالمية لصحة العمال.

## هيكل القيادة
بصفته مديرا للمعهد الوطني للصحة والسلامة المهنية في أميركا، يعمل جون هورد رئيسا للشبكة العالمية للمراكز المتعاونة مع منظمة الصحة العالمية في مجال الصحة المهنية. ومن خلال الشبكة، يقوم مدراء مناطق النشاط بإدارة خطة النشاطات يوما بيوم عبر المشاريع التي تتبناها الشبكة. هذا ويشرف نواب المدراء على مراقبة الأنشطة وتقييم التقدم المحرز من قبل المراكز المعنية.

## خطة العمل 2009-2011
تحدد خطة العمل العالمية خمسة أهداف رئيسية:
- وضع وتنفيذ أدوات السياسة العامة في إدارة صحة العمال
- حماية وتعزيز الصحة في مكان العمل
- تحسين الأداء والوصول إلى خدمات الصحة المهنية
- تقديم الأدلة والتواصل من أجل العمل والممارسة
- تدرج العاملين في مجال الصحة في السياسات والمشاريع الأخرى الغير مرتبطة بالصحة

ومن خلال استخدام هذه الأهداف الرئيسية، فقد وضع مدراء مناطق النشاط أولوياتهم من الصحة المنهية في المناطق المحددة.

## المراكز المتعاونة
تعين المراكز في الشبكة من قبل المدير العام لمنظمة الصحة العالمية.
كما تؤلف سبع منظمات لجنة الشبكة الاستشارية:
- National Institute for Occupational Safety and Health المركز الوطني للسلامة والصحة المهنية (NIOSH)، الولايات الأميركية المتحدة
- المركز الوطني لعمل الحياة (NIWL)، السويد
- Finnish Institute for Occupational Health المعهد الفنلندي للصحة المهنية (FIOH)، فنلندا
- معهد سلامة المبيدات والوقاية الصحية من المخاطر، إيطاليا
- جامعة سنغافورة الوطنية
- FUNDACENTRO ،البرازيل
- National Institute for Occupational Health المعهد الوطني للصحة المهنية (NIOH)، جنوب أفريقيا

ومن المشاركين الآخرين الذين يعملون مع المراكز منظمة العمل الدولية (ILO) واللجنة الدولية للصحة المهنية (ICOH)وجمعية النظافة المهنية الدولية (IOHA) إضافة إلى جمعية الهندسة الإنسانية الدولية (IEA).

## المشاريع والنشاطات الرئيسية
شاركت المراكز المتعاونة في عدد من المؤتمرات وقدمت البحث العلمي حول مواضيع تتعلق بالصحة والسلامة المهنية، كما أنها انخرطت في عدة حملات ونشاطات كالترويج ل أمان الطريق العملي للعمال.